# Maria Rosa Flesch
A Beata Maria Rosa Flesch, nascida Margarete (em alemão Margaretha) (24 de fevereiro de 1826 - 25 de março de 1906) foi uma religiosa católica alemã que fundou as Irmãs Franciscanas da Bem-Aventurada Virgem Maria dos Anjos. Margarete Flesch assumiu seu nome religioso de "Maria Rosa " depois que ela transformou sua profissão em  ordem religiosa e assim sendo sua primeira Madre Superiora.
Ela costumava cuidar dos pobres e dos doentes e das crianças órfãs antes de se tornar freira e também supervisionou a construção de um orfanato e um hospital. Rosa Flesch também tinha experiência prática em enfermagem e trabalhava como enfermeira doméstica e enfermeira de crianças.
A sua beatificação foi celebrada em 4 de maio de 2008 depois que o Papa Bento XVI aprovou um milagre singular atribuído a ela; O cardeal Joachim Meisner presidiu em nome do papa. A sua festa litúrgica se comemora no dia 19 de junho que foi a data de sua profissão solene.

## Vida
Margaretha Flesch nasceu em 1826 na Confederação Germânica filha de Johann Georg Flesch e Anna Maria Greenwald. Sua mãe morreu em 1832 e seu pai se casou pouco depois disso. Ela também teve sete irmãos depois dela (portanto era a irmã mais velha) e três irmãos do segundo casamento de seu pai; uma irmã era Maria Anna, enquanto um meio-irmão era Giles. Após a morte de sua mãe a sua família se mudou para Niederbreitbach esperando encontrar neste novo lugar uma chance de melhorar suas vidas financeira. A morte de seu pai em 1842 a forçou a trabalhar duro para sustentar sua madrasta e seus irmãos. Foi nessa época que ela começou a trabalhar como enfermeira, sem formação formal ela demonstrou ser uma boa autodidata em enfermagem.
No outono de 1851, ela se mudou com sua irmã Maria Anna. Entre 1852 e 1863, Beata Rosa Flesch trabalhou como costureira em diferentes escolas, mas também trabalhou como enfermeira nas casas dos clientes e trabalhou como voluntária para cuidar dos órfãos. Em 1850, ela conheceu o pároco de Waldbreitbach, Jakob Gomm e com ele teve seus primeiros contatos com os franciscanos nessa época. Sua devoção a São Francisco de Assis foi bastante forte desde a infância. Em 1862, ela conheceu James Wirth e logo depois construiu um orfanato e um hospital. Flesch também tentou estabelecer seu próprio grupo de franciscanos - Gomm hesitou e rejeitou isso.
O meio-irmão de Flesch, Giles, ajudou-a a estabelecer uma residência simples que havia ligado a ela um pequeno hospital. Sua primeira casa foi construída na primavera de 1861 e Flesch e sua irmã se mudaram para ela em 11 de novembro de 1861. Flesch estabeleceu sua própria ordem de ramificação franciscana em 13 de março de 1863 e em 19 de junho de 1863 ela fez sua profissão solene em sua própria ordem e assumiu o nome religioso de "Maria Rosa". A aprovação dos estatutos da ordem se deu em 21 de outubro de 1869 e a elegeu como primeira Madre Superiora e manteve seu cargo até 1878, no qual não queria concorrer à reeleição. Na época em que ela deixou o cargo, havia 100 irmãs em um total de 21 ramos.
Beata Rosa Flesch morreu em 25 de março de 1906. A sua ordem recebeu o decreto de louvor do Papa Pio X em 12 de dezembro de 1912 - após sua morte - e mais tarde recebeu a aprovação papal completa do Papa Pio XI em 30 de abril de 1928. Em 2005, havia 392 religiosos em 39 casas operando em locais como o Brasil e a Holanda .

## Beatificação
O processo de beatificação começou em Trier em 18 de março de 1957 - sob auspícios do Papa Pio XII - Pio XII testemunhou um intenso processo diocesano encarregado de compilar informações sobre sua vida e seu trabalho como religiosa professa. O início deste processo também lhe concedeu o título de Serva de Deus, que marcou a primeira etapa do processo. A investigação apenas foi concluída em 1972.
O decreto sobre seus escritos foi aprovado em 21 de novembro de 1980 e foi colocado sob os cuidados de teólogos, para que estes pudessem investigar suas obras escritas, a fim de garantir que cada uma delas aderisse à doutrina da Igreja e não a contradisse ou se opusesse. Depois disso, o processo diocesano recebeu ratificação da Congregação para as Causas dos Santos em 1999; isso significava que as autoridades romanas poderiam começar suas próprias investigações. Também permitiu que aqueles que supervisionavam o processo compilassem e submetessem o Positio a Roma pouco depois - ainda em 1999 - para promover a causa.
Os teólogos de Roma aprovaram a causa em 19 de abril de 2005, enquanto a CCS a seguiu e também a aprovou em 6 de dezembro de 2005. Isso permitiu ao papa Bento XVI proclamar Venerável Maria Rosa Flesch em 28 de abril de 2006 ao reconhecer suas virtude heroicas na vida.
O milagre necessário para sua beatificação foi investigado de 1998 a 1999 em Trier e envolveu a cura de Monica Schneider nas noites de 5 e 6 de setembro de 1986. A Congregação para as Causas dos Santos aprovou o processo de conclusão de seu trabalho em 2001 e tomou posse das caixas de documentos para sua própria avaliação. Não recebeu a aprovação do pontífice até 2007. O cardeal Joachim Meisner presidiu a beatificação em 4 de maio de 2008 em nome de Bento XVI.
O postulador atual designado para a sua causa é o Frei franciscano Giovangiuseppe Califano.